# Erwan Balanant

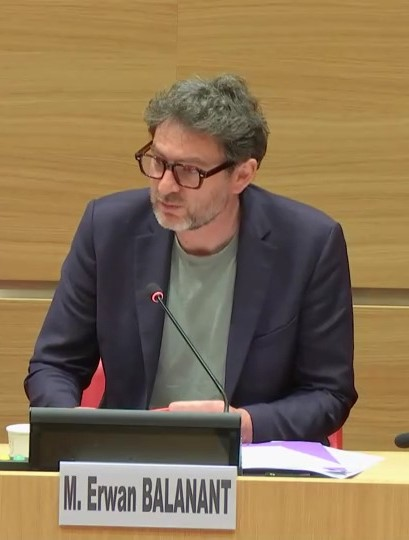
Erwan Balanant, 2024

Erwan Balanant (* 21. Februar 1971 in Lorient) ist ein französischer Politiker. 2017 wurde er als Kandidat der Partei La République en Marche (REM) in die Nationalversammlung gewählt, ist dort aber Mitglied des Parlamentsklubs des Mouvement démocrate (MoDem).

## Leben

### Berufliche Laufbahn
Balanant erlangte einen Master-Abschluss in Zeitgeschichte an der Universität in Rennes und absolvierte 1997 den „Master of Arts in interactive multimedia“ an der École nationale de création industrielle in Paris. Er zählte zu den Hoffnungsträgern der französischen Hochsprung-Mannschaft, gab eine mögliche Karriere als Sportler allerdings auf und betätigte sich mit seiner Agentur La manufacture d’images als Fotograf und Regisseur.
Er arbeitete mit verschiedenen Künstlern des Musiklabels Mercury Records zusammen und war Regisseur von Musikvideos für Florent Pagny, Elsa Lunghini, Berry und Marc Lavoine. 2017 produzierte Balanant in Zusammenarbeit mit der Journalistin Éloïse Bouton für die Association Agir pour la Santé des Femmes den Dokumentarfilm A la rencontre des femmes oubliées, in dem die mangelnde gesundheitliche Versorgung der unteren Gesellschaftsschicht in den Pariser Slums thematisiert wird.
Seit 2010 ist Balanant der Präsident des Verbandes Ides, der sich als gewählte Arbeitnehmervertretung für die Schaffung von Arbeitsplätzen einsetzt.

### Politische Laufbahn
Balanant trat dem MoDem bereits in seinem Gründungsjahr 2007 bei. Im Jahr darauf wurde er in den Gemeinderat von Quimperlé gewählt und übernahm als stellvertretender Bürgermeister das Ressort für Kommunikation und städtisches Zusammenleben.
Bei den Regionalwahlen in der Bretagne 2010 trat Balanant als Kandidat der MoDem-Liste von Bruno Joncour im Département Finistère an, wurde allerdings nicht gewählt. Für die Präsidentschaftswahlen 2012 war er als Imageberater für die Auftritte von François Bayrou zuständig, der mit 9,13 Prozent der Stimmen letztendlich auf dem fünften Platz landete. Im gleichen Jahr kandidierte Balanant bei den Parlamentswahlen im achten Wahlkreis von Finistère und erhielt im ersten Wahlgang 4,38 Prozent der gültigen Stimmen.
2014 war Balanant Spitzenkandidat der MoDem bei den Kommunalwahlen in Quimperlé und erreichte im ersten Wahlgang 27,28 Prozent der gültigen Stimmen, Sieger war die PS mit 40,99 Prozent. Für die Stichwahl erklärte Balanant seine Zusammenarbeit mit einer DVD-Wählerliste, die 24,54 Prozent Stimmenanteil erreicht hatte. Die Stichwahl ging allerdings mit 45,93 Prozent der gültigen Stimmen verloren, nachher war Balanant Oppositionsführer im Gemeinderat.
Im Juni 2015 trat er aus Protest gegen die geplante politische Zusammenarbeit des MoDem mit den „konservativen Rechten“ aus der Partei aus und sprach sich zugleich gegen eine Verwendung der Begrifflichkeiten des politisch „linken“ oder „rechten“ Spektrums aus, da diese eindeutige Zuordnung nicht mehr möglich sei.
Im Juni 2017 kandidierte Balanant erneut bei den Parlamentswahlen im achten Wahlkreis von Finistère, nach einem Ergebnis von 33,42 Prozent im ersten Wahlgang wurde er in der Stichwahl mit 51,45 Prozent der gültigen Stimmen in die Nationalversammlung gewählt. Obwohl er für REM zur Wahl antrat, ist er im Parlamentsklub des MoDem, wobei sich die beiden Parteien in einer Koalition befinden.
In der Nationalversammlung gehört Balanant verschiedenen Gruppierungen an:
- Präsident (und alleiniges Mitglied) der Arbeitsgruppe „Darstellende Kunst“
- Vizepräsident der Arbeitsgruppe „Sport“
- Sekretär der Arbeitsgruppe „Regionale Sprachen und Kultur“
- Mitglied des Wirtschaftsausschusses
- Mitglied der Delegation für Frauenrechte und zur Herstellung von Chancengleichheit zwischen Männern und Frauen